# Amédée Gibaud
Pour les articles homonymes, voir Gibaud.
Amédée (Aimé) Gibaud (4 mars 1885, Rochefort-sur-Mer ; 18 août 1957, Rochefort-sur-Mer) est un maître d'échecs français.

## Biographie
Il gagna le championnat de France d'échecs à 4 reprises (1928, 1930, 1935, 1940) et 3 fois le championnat de France par correspondance (1929, 1931, 1932). Il fit ex æquo pour les 4e et 5e places à Ramsgate en 1929 (Premier A, William Gibson vainqueur).
Amédée Gibaud représenta la France à la première Olympiade non officielle de Paris en 1924 et à la troisième Olympiade de Munich en 1936.